# BBC Cymru Wales

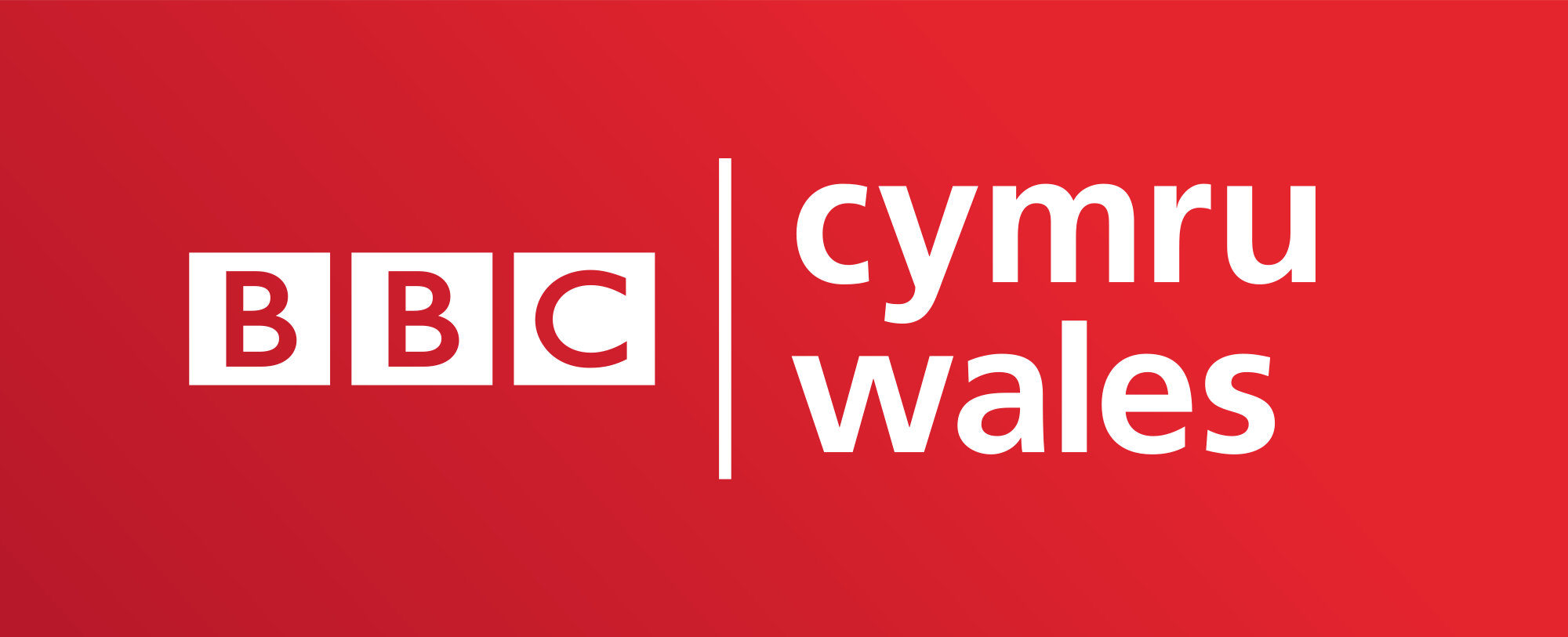
Ancien logo de BBC Cymru Wales

BBC Wales (BBC Cymru en gallois) est une branche de la British Broadcasting Corporation, le groupe de médias publics du Royaume-Uni. Elle diffuse en anglais et en gallois. 
L'organisation diffuse des émissions nationales, produites pour tout le Royaume-Uni ou juste pour le Pays de Galles, et des émissions locales comme les actualités galloises.
Son siège et ses studios sont situés dans le nord de la capitale galloise, Cardiff. Un nouveau centre de production se construit à Cardiff Bay, dans le sud de la ville, où se produiraient des séries comme Doctor Who et Torchwood, qui sont déjà filmées à Cardiff.
Il s'agit de deux chaînes de télévision (BBC One Wales et BBC Two Wales) et deux stations de radio (BBC Radio Wales, en anglais, et BBC Radio Cymru, en gallois).

## Série Télévisée
- Doctor Who
- Hinterland (série télévisée)
- Torchwood
- Sherlock